# ロイヤルホームセンター
ロイヤルホームセンター株式会社（英: ROYAL HOME CENTER Co.,Ltd.）は、大阪府大阪市西区に本社を置く大和ハウスグループのホームセンター。近畿地方・関東地方を中心に・東海地方・中国地方などにも出店している。

## 沿革
- 1980年（昭和55年） - 大和ハウス工業株式会社　ホームセンター事業部として発足。奈良県奈良市に第1号店として「ランバー奈良店」をオープン。
- 1982年（昭和57年） - 「大和ハウスホームセンター」へ店名を変更。
- 1988年（昭和63年） - 業界初のPOSシステム導入。
- 1989年（平成元年） - 「ロイヤルホームセンター」へ店名を変更。
- 1993年（平成5年） - 運営会社として「ロイヤルホームセンター株式会社」を設立。近畿配送センター稼働開始。
- 1996年（平成8年） - JR貨物の遊休地使用の提携を結ぶ
- 1997年（平成9年） - 関東配送センター稼働開始。
- 2002年（平成14年） - 最大売場面積を誇る「千葉北店」がオープン。
- 2004年（平成16年） - 大和ハウス工業株式会社より分社。近鉄ビックス株式会社より経営権を譲受し、「ロイヤルビックス押熊店」をオープン。
- 2008年（平成20年） - ダイヤ通商より、「ビッグサム」5店舗の事業譲渡を受ける[1]。
- 2009年（平成21年） - ロイヤル金物1号店となる「松戸みのり台店」をオープン。
- 2014年（平成26年） - ネットストア「ロイモール」をオープン。
- 2016年（平成28年） - 東京都内初出店となる「南千住店」をオープン。株式会社ファインを子会社化。[2]
- 2017年（平成29年） - 初のワークウェア専門店となる「花見川店」をオープン。
- 2019年（平成31年/令和元年）
  - 「吉塚店」閉店。これにより、九州地方から完全撤退[3]。
  - 株式会社ワールドツールを子会社化[4]。

## 事業所
本社
- 大阪府大阪市西区阿波座一丁目5番16号 大和ビル5階

関東本部
- 千葉県千葉市稲毛区六方町75番1

## 運営店舗

### 現行店舗

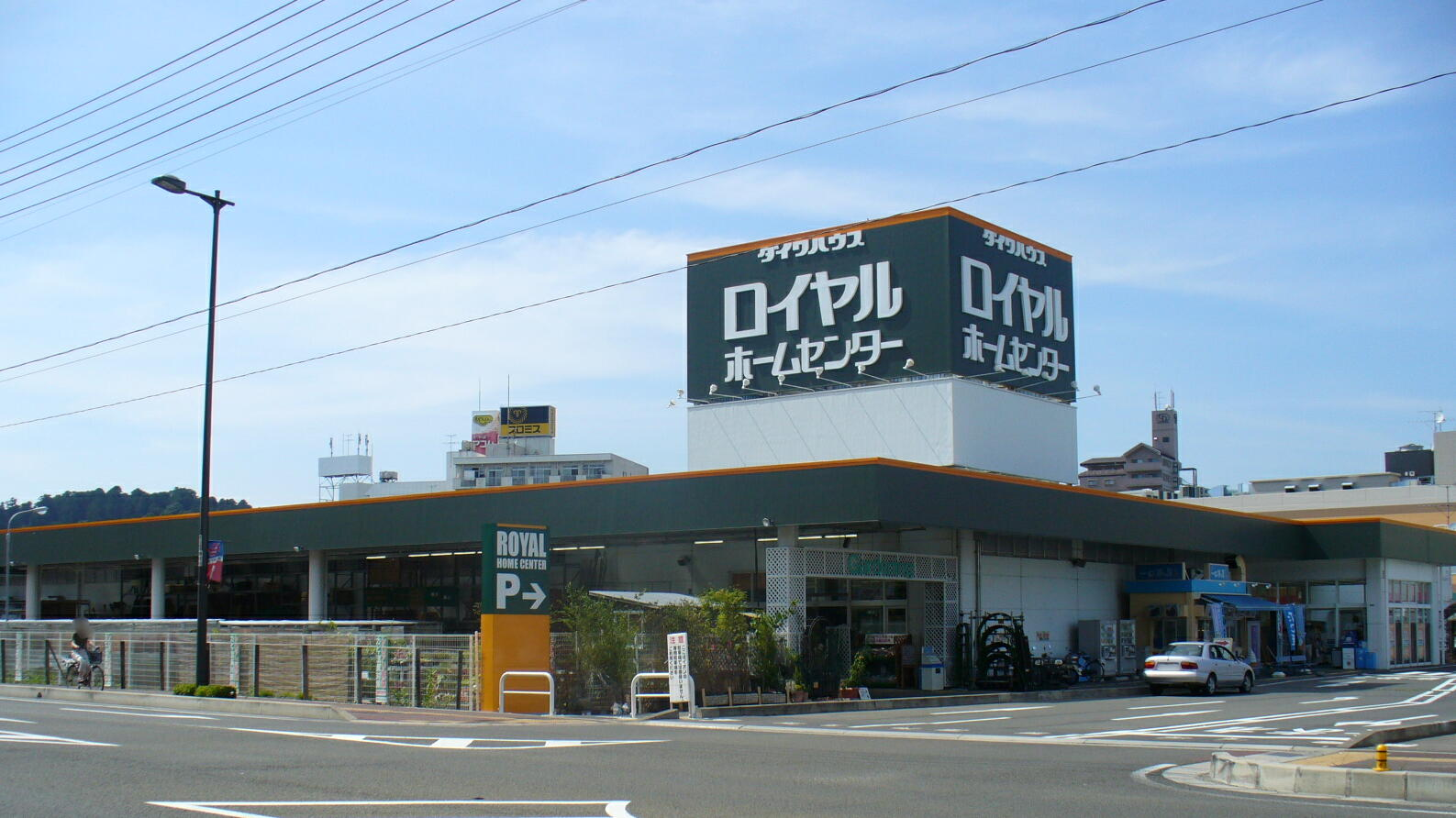
塩釜店（東日本大震災の影響により閉店）
（宮城県塩竈市）

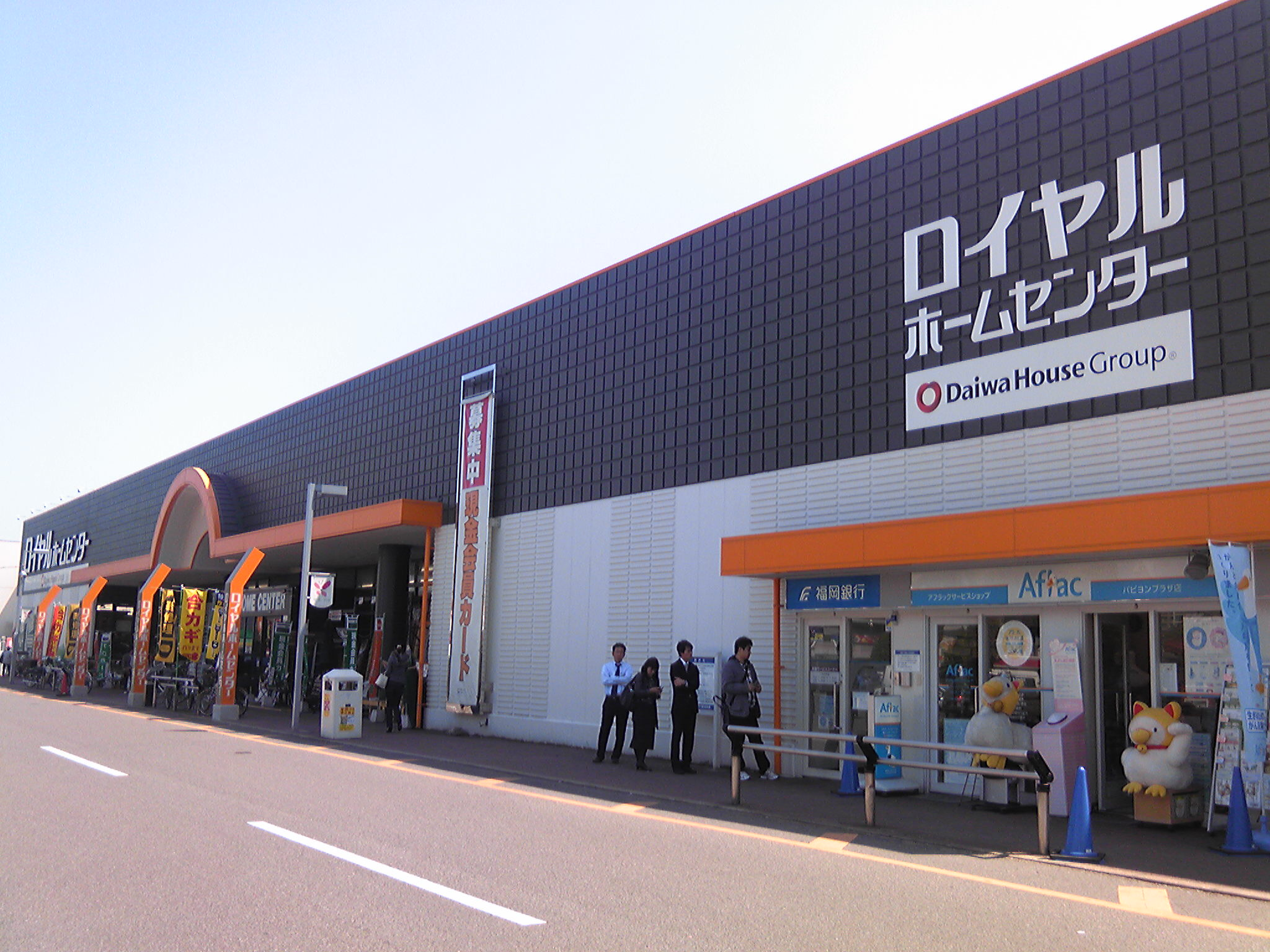
吉塚店
（福岡県福岡市博多区・パピヨンプラザ内　2019年2月に閉店）

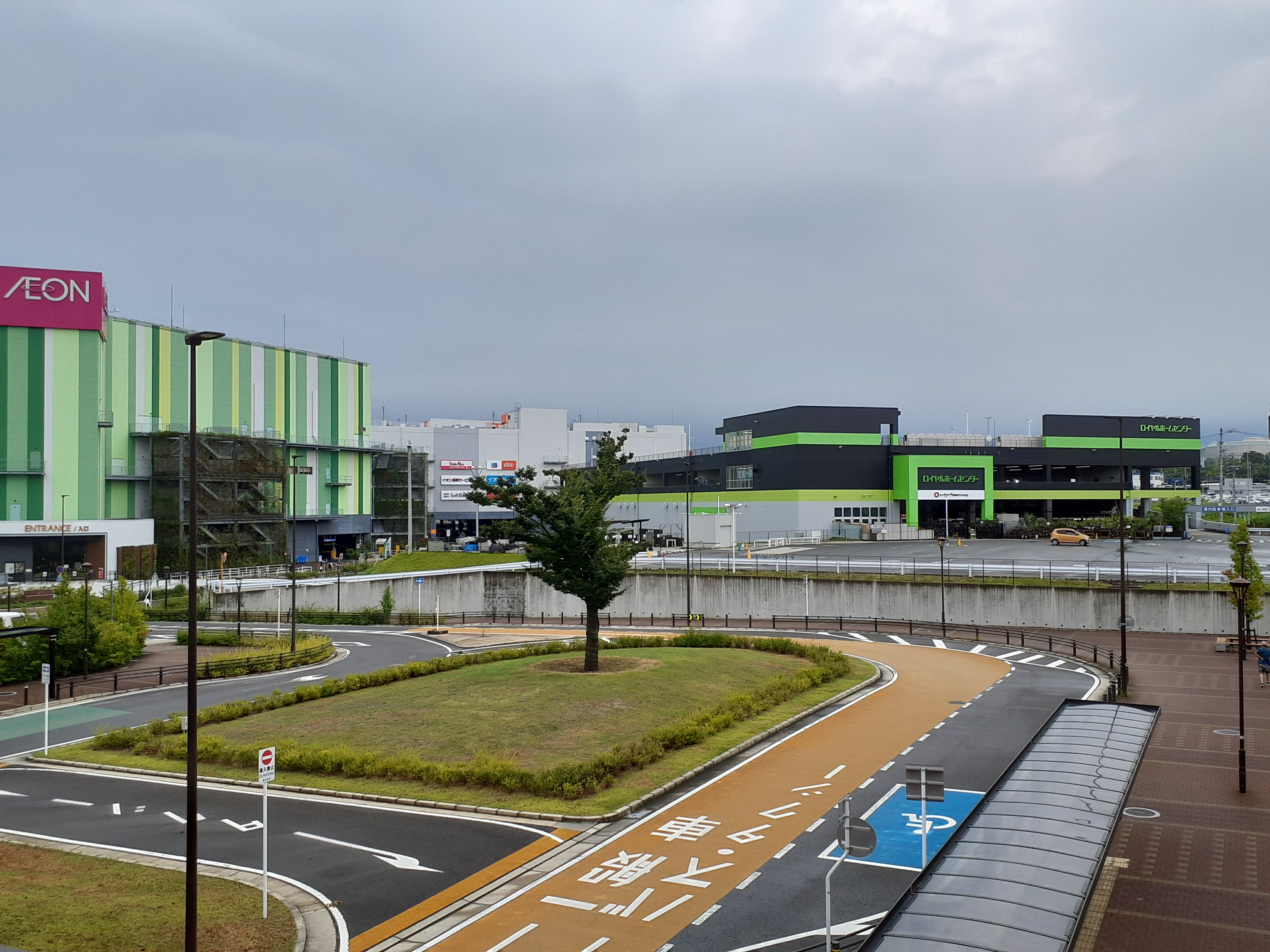
長久手店。イオンモール長久手と一体化している。
（愛知県長久手市）

公式ホームページを参照のこと。

### 閉店店舗
- 佐賀店
- 亀岡店
- 橿原店（2013年12月31日閉店）
- 泉ヶ丘店
- 岡山店
- 四日市店
- 高槻店
- 学園前店
- 新三田店
- 岸和田店（ロイヤル金物・2018年5月31日閉店）
- 甲西店
- 江南店
- 土浦店（2016年1月31日閉店）
- 姪浜店（ウエストコート姪浜内2011年3月31日閉店）
- 唐津店
- 東松山店（2017年8月31日閉店）
- 館林店
- 妻沼店
- 志免店
- 宇部店（2004年閉店）
- 守口店（ジャガータウンの核店舗の1つだった）
- 福山西店
- 塩釜店（2011年5月閉店）
- 高槻西冠店
- 吉塚店（パピヨンプラザ内）（2019年2月11日閉店）
- 藤原台店
- 神戸垂水店
- 宮前平店（2019年7月31日閉店）
- 柏たなか店（ロイヤルプロ・2013年2月17日閉店）
- 生駒店（2016年9月18日閉店）
- 川越店（ロイヤルプロ・2019年10月31日閉店）
- 新座店 (2021年7月31日閉店)
- 花見川店（ロイヤルプロ・2021年8月31日閉店）

## 子会社

### 株式会社ファイン
2016年11月30日、ロイヤルホームセンターは日用品卸売りのファイン(千葉県船橋市)の全発行済み株式を取得し、子会社化した。オリジナル商品の企画力や品質管理に優れたファインのノウハウを、プライベートブランド(PB)商品の強化に生かす。ファインの2016年3月期売上高は12億円。自社で企画開発した日用雑貨やアイデア商品の販売が大半を占め、生活協同組合や通信販売会社が主な顧客。生活者の声を商品企画に展開する開発力や、生産委託先である海外工場の品質管理体制にノウハウを持つ。

### 株式会社ワールドツール
2019年10月4日、自動車整備関連工具製造小売（SPA）のワールドツールの株式を取得し100％子会社化した。ワールドツールは、1995年6月に設立した工具専門店の運営会社。現在、自動車整備用工具を中心に取扱う専門店舗「アストロプロダクツ」を全国189カ所で展開する。2019年7月期の売上高は約96億円となった。日曜大工として親しまれていたDIY（Do It YourSelf：自分でつくる）だが、最近では多種多様な工具を使いこなして愛車の整備を自ら手がける人気が根強くある。そうした中で、専門店舗「アストロプロダクツ」では、ワールドツールが企画・製造するオリジナルの自動車整備工具商品3000種類以上を販売。2016年には海外出店を開始し、現在ではタイに2店を展開する。ロイヤルホームセンターとワールドツールが持つオリジナル商品の開発に関するノウハウを組み合わせることによって、高品質・高付加価値のプライベートブランド新商品を開発する。ワールドツールでは、直営店とインターネット通販だけでなく、フランチャイズ店・小売業者を通じて顧客に販売している。プライベートブランド商品は、海外メーカーから直接店舗に発送することで、原価低減を図っている。

## 不祥事

### 独占禁止法違反
2010年7月30日に公正取引委員会は、ロイヤルホームセンターが2006年11月から2009年12月まで、納入業者約320社から延べ約1万3500人の従業員を不当に派遣させ、商品を売り場に運ばせたり陳列や撤去作業をさせたりしていたことや、売れ残った家庭用品や工具などの商品を納入業者約280社に不当に返品したとして、ロイヤルホームセンターのような大規模小売業者が、取引上の地位を利用し納入業者に強要する行為で、私的独占の禁止及び公正取引の確保に関する法律が禁じる不公正な取引方法の一つである優越的地位の濫用に当たるため、独占禁止法違反としてロイヤルホームセンターに排除措置命令を出した。

### 誤表示の苗販売による食中毒
2014年、ロイヤルホームセンター押熊店で「育てて楽しい、食べておいしいシリーズ」のラベルが付いたヒョウタンを購入し、栽培して実を食べた40歳代女性が腹痛や吐き気などの症状を訴えて2日間入院した。ヒョウタンにはククルビタシンという苦味成分のある植物毒を含有しており、食用出来ない。